# 28.ª División de Granaderos SS Voluntarios Wallonien
La 28.ª División de Granaderos SS "Valonia" (en alemán denominada 28. SS-Freiwilligen-Grenadier-Division "Wallonien") era una unidad militar de las Waffen-SS que combatió en la Segunda Guerra Mundial del lado de la Alemania nazi. Estaba compuesta por voluntarios valones, la mayoría procedentes del movimiento fascista belga Rexismo.

## Historial
Originalmente la división surgió de la Legión Valonia, que se había formado en agosto de 1941 bajo el patrocinio conjunto de los alemanes y del movimiento rexista de Léon Degrelle. Esta legión se había formado con motivo del inicio de la operación Barbarroja, o la invasión alemana de la Unión Soviética, y se patrocinó con el ideal de combatir el bolchevismo y derrotar el comunismo en Europa. Tras un periodo de formación, fue enviada rápidamente al Frente Oriental, donde pronto fue consciente de la fuerte resistencia de las unidades soviéticas. En esta primera fase se encontraba adscrita a la Wehrmacht.
Para el mes de mayo de 1942, los valones ya se encontraban en la región de Donetsk (en la zona oriental de Ucrania), principalmente luchando contra los partisanos que actuaban en la zona. Poco después participó en la Fall Blau (Operación Azul), o la campaña alemana en el Cáucaso. 
En junio de 1943, la Legión se integró oficialmente en las Waffen SS, convirtiéndose en la 5. SS-Freiwilligen-Sturmbrigade "Wallonien", tras lo cual sufrió una importante reorganización interna. Entre diciembre de 1943 y febrero de 1944 luchó en Ucrania, destacándose especialmente en el cerco de Korsun-Cherkassy, donde sufriría un elevadísimo número de bajas. De esta batalla, que constituyó una de las más importantes derrotas alemanas en el Frente Oriental, pocos valones lograron escapar a la zona alemana, aunque entre ellos se encontraba el comandante de la brigada, el Oberführer Léon Degrelle. Tras una profunda reorganización, volvió al frente de Narva en Estonia, en septiembre de 1944, pasando a ser denominada oficialmente como la 28.ª SS Freiwilligen Grenadier-Division en diciembre. Entre febrero y abril de 1945, los valones SS lucharon en los frentes de Stargard, Stettin y Altdam (en Pomerania), y más tarde en las orillas del Óder. Los supervivientes capitularon en la región de Schwerin el 3 de mayo de 1945.